# روبرت إي. ليرنر
روبرت إي. ليرنر (بالإنجليزية: Robert E. Lerner)‏ هو مختص في الدراسات القروسطية ‏ وأستاذ جامعي ومؤرخ أمريكي، ولد في 8 فبراير 1940 في نيويورك في الولايات المتحدة.